# 오유란전 (1986년 드라마)
《오유란전》은 1986년 2월 9일에 방영된 KBS 2TV 민속의 날 특집 드라마로, 위선작 도학자를 풍자한 해학 드라마이다.

## 줄거리
평양감사 김생은 죽마지우인 선비 이생을 별당에 거처하고 마련해 준다. 관기 오유란은 사주점으로 이생과의 숙명적인 인연이라는 말이 나오자, 이생에게 접근할 생각을 갖는다. 그러나 이생은 철저한 위선적인 도학자였다.

## 등장 인물
- 박준금
- 김영자
- 조상현
- 백일섭
- 안병경
- 박정웅
- 박규식